# 亞岡
亞岡 Argon，是英國作家約翰·羅納德·瑞爾·托爾金的史詩式奇幻小說《精靈寶鑽》中的人物。諾多族第三任最高君王芬國昐之四子，母親是伊雅絲。芬鞏、特剛為亞岡的哥哥、雅瑞希爾為亞岡的姊姊。
亞岡是辛達林語名字，他的昆雅語名字是Arakáno，「最高統帥」的意思，亞岡跟隨父親兄弟進入中土大陸，在努因吉利雅斯戰役中被殺。
他從來沒有接受過這辛達林語的名字，但史書以辛達林語記錄，亞岡後來成為艾爾達普遍的名字。